# アメリカヒレアシシギ
アメリカヒレアシシギ (亜米利加鰭足鴫、学名：Phalaropus tricolor)は、チドリ目シギ科ヒレアシシギ属に分類される鳥類の一種である。アメリカヒレアシシギ属とする説もある。

## 分布
北米大陸中西部（カナダからカリフォルニア州、ネブラスカ州、インディアナ州まで）で繁殖し、冬季は南米大陸南部へ渡る。
日本では迷鳥として愛知県西尾市一色町塩田跡で、1985年5月と、1986年7月に記録されたのみである。

## 形態
体長約23cm。ヒレアシシギの仲間では最大種である。
夏羽は額から背にかけてが明るい灰色で、眉斑、喉から体の下面と腰は白い。通眼線は黒い。冬羽は、体の上面は灰色になる。他のヒレアシシギ類と同様に、雌の方が雄と比べて羽色が鮮やかである。

## 生態
内陸部の湖沼や、入り江の海岸付近に生息する。他のヒレアシシギ類と比べると内陸部での生活が中心であり、海上に出ることはまれである。
昆虫類や甲殻類を捕食する。
水辺の近くの地上や湿原の草の上に営巣し、1腹3-4個の灰白色の地に黒褐色の斑がはいった卵を産む。産卵後すぐに雌は巣から離れ、以後は雄が抱卵、育雛を行う。抱卵日数は20-21日である。